# Dobos István (irodalomtörténész)
Dobos István (Székesfehérvár, 1957. október 16.) magyar irodalomtörténész, kritikus, egyetemi tanár. Az irodalomtudományok kandidátusa (1994)

## Életpályája
Szülei: Dobos Dénes és Tímár Erzsébet. 1980–1985 között a Kossuth Lajos Tudományegyetem Bölcsészettudományi Karának hallgatója volt. 1985 óta a Kossuth Lajos Tudományegyetem Bölcsészettudományi Kar Magyar és Összehasonlító Irodalomtudományi Intézetének oktatója, 2007 óta egyetemi tanára. 1994–1997 között a Miskolci Egyetem modern magyar irodalom tanszékvezető-helyettese volt. 1994–2002 között a Határ felelős szerkesztője volt. 1997 óta a Jyvaskylai Egyetem vendégtanára. 1998–2002 között, valamint 2002 óta a Magyar Irodalomtörténeti Társaság Hajdú-Bihar megyei Tagozatának elnöke. 1999–2002 között, valamint 2002–2005 között és 2005 óta a Magyar Tudományos Akadémia Irodalomtudományi Bizottságának tagja. 2001-ben habilitált. 2002 óta a Nemzetközi Magyarságtudományi Társaság Választmányának tagja. 2002–2005 között, valamint 2005 óta a Magyar Tudományos Akadémia Debreceni Akadémiai Bizottság, Nyelv- és Irodalomtudományi Szakbizottságának elnök. 2005-ben, valamint 2007–2008 között a Bécsi Egyetem vendégtanára volt. 2010 óta a Studia Litteraria főszerkesztője.
Kutatási területe a XIX-XX. századi magyar irodalom; elsősorban a próza, továbbá az irodalomelmélet.

## Magánélete
1986-ban házasságot kötött Sárecz Judittal. Egy lányuk született: Klára (1988).

## Művei
- Beszédhelyzetben. Irodalomelméletek között (Odorics Ferenccel, 1993)
- Alaktan és értelmezéstörténet. Novellatípusok a századforduló magyar irodalmában (1995)
- Bevezetés az irodalomelméletbe (szöveggyűjtemény, 1995, 1999)
- Dictionary of Literary Biography. Twentieth-Century Eastern European Writers (társszerkesztő, 1999)
- Olvasáselméletek (szöveggyűjtemény, 2001)
- Az irodalomértés formái (2002)
- Epävarmat Sanat (monográfia, 2003)
- Kánon és kanonizáció (társszerkesztő, 2003)
- Az én színrevitele. Önéletírás a 20. századi magyar irodalomban (2005)
- A magyar irodalom legszebb novellái (szerkesztette, 2006)
- Az olvasás esemény; Pesti Kalligram, Bp., 2015
- Válság és kultúra. A doktoriskolák IV. nemzetközi magyarságtudományi konferenciájának előadásai. Budapest, 2013. augusztus 22-23.; szerk. Bene Sándor, Dobos István; Nemzetközi Magyarságtudományi Társaság, Bp., 2015
- Az idő alakzatai és időtapasztalat a magyarságtudományokban. A doktoriskolák V. nemzetközi magyarságtudományi konferenciájának előadásai. Pécs, 2015. augusztus 27-28.; szerk. Bene Sándor, Dobos István; Nemzetközi Magyarságtudományi Társaság, Bp., 2017
- Folytonosság és megszakítottság a magyar kultúrában. A doktoriskolák VI. nemzetközi magyarságtudományi konferenciájának előadásai. Bécs, 2019. szeptember 5-6.; szerk. Bene Sándor, Dobos István; Nemzetközi Magyarságtudományi Társaság, Budapest, 2022
- Nyelvre hangoltan. Emlékezet, hallgatás és megértés a modern magyar irodalomban; Ráció–Szépirodalmi Figyelő Alapítvány, Budapest, 2024

## Díjai, kitüntetései
- Juhász Géza-díj (1984)
- Móricz Zsigmond-ösztöndíj (1985)
- Miniszteri dicséret (1995)
- Alföld-díj (1996)
- Széchenyi professzor ösztöndíj (1997-2001)
- MTA doktor (2004)
- A Magyar Érdemrend tisztikeresztje (2019)